# Pareustroma chrysoprasis
Pareustroma chrysoprasis är en fjärilsart som beskrevs av Charles Oberthür 1884. Pareustroma chrysoprasis ingår i släktet Pareustroma och familjen mätare. Inga underarter finns listade i Catalogue of Life.